# イタリアにおける死刑
イタリアにおける死刑（イタリアにおけるしけい）では、イタリアにおける死刑について解説する。なお、イタリアにおける死刑制度は1994年に廃止された。

## 歴史
イタリアでは、トスカーナ大公のレオポルド1世（後の神聖ローマ皇帝レオポルト2世）が1786年に完全に死刑を廃止した。欧州諸国では初の死刑廃止であった。イタリア王国として統一された1860年以後も死刑制度はトスカーナを除いて存続していた。その後イタリアの両上下両院の承認によって1889年に刑法改正で廃止されたが、実際には1877年以降死刑が執行されていなかった。これはイタリア国王ウンベルト1世の勅令（1878年1月18日）によるものであった。ただし死刑制度は、軍法会議によるものとイタリア植民地の刑法では存続していた。
1926年にイタリアの独裁者ベニート・ムッソリーニによって大逆罪に対する死刑が適用されるようになり、ムッソリーニ暗殺未遂事件を契機に行われた刑法改正で1931年7月1日以降は、一般犯罪に対しても死刑が復活した。そのためファシスト党政権下で死刑が多用されるようになった。
イタリア最後の死刑執行は1947年3月4日に行われた。これは1945年に10人を殺害した強盗犯3人に対する銃殺刑であった。その直後制定されたイタリア共和国憲法（1947年12月27日国民投票で承認、1948年1月1日から施行）は、平時における死刑制度を廃止したもので、1948年1月22日に立法によって実施された。ただし1994年10月13日まで軍法会議の判決の最高刑は死刑（実際は執行例はない）であったが、2007年に憲法改正が行われ憲法第27条4項の「死刑は、戦時軍法の規定する場合を除いては、これを認めない」が改正され、戦時を含め、いかなる犯罪に対しても死刑が禁止された。

## 執行方法
- 銃殺刑

## 死刑執行人
詳細は死刑執行人#イタリアを参照